# César Inga
César Johan Inga Velásquez (Chimbote, 30 de abril de 2002) es un futbolista peruano. Juega como defensa y su equipo actual es el Club Universitario de Deportes de la Primera División del Perú.

## Trayectoria

### Copa Perú
Pasó por bastantes clubes de la región Ancash como Francisco Ríos, José Olaya, Sport Bunker y Defensor 2 de Mayo, pero no hasta llegar al José Gálvez de Chimbote, de los cuadros más populares en Chimbote. En el 2019 llegó al equipo chimbotano, pero una fractura al quinto metatarsiano no le permitió tener continuidad en el club. En el 2020 pasó al Alejandro Villanueva de Santa, pero la pandemia no le permitió tener rodaje. En el 2021, se pone la camiseta de Unión Juventud bajo las órdenes de Barnaby Llosa. El cuadro chimbotano elimina, en tanda de penales, a ADT de Tarma en la segunda fase de la Copa Perú  pero un reclamo del cuadro celeste es declarado fundado y el cuadro chimbotano sería eliminado. Sin embargo, este partido valdría la transferencia de César Inga hacia el club tarmeño.

### ADT Tarma
El 20 de octubre de 2021 comenzaría su camino hacia el fútbol profesional. Con 19 años, Inga alcanzó el título de la Copa Perú con ADT y es uno de los pocos campeones que han permanecido en la Liga 1 hasta el presente año. En ADT Tarma debutaría profesionalmente apenas 1 minuto el 6 de febrero de 2022 ante Carlos Stein, partido que quedaría en un empate sin goles. Para esta temporada había conseguido jugar 24 partidos logrando marcar 1 gol y 1 asistencia, siendo regular en el equipo tarmeño, llegando de jugar pocos minutos a ser un jugador indiscutible en ADT Tarma, ganándole el puesto a Jeickson Reyes y Dylan Caro. Ya en la temporada 2023, jugó 32 partidos, intercalando minutos y siendo relativamente convocado. Finalmente para la temporada 2024, jugaría 32 partidos marcando 5 asistencias y siendo vital para un equipo que clasificaría a la Copa Sudamericana, Inga sería uno de los más regulares del plantel tarmeño.

### Universitario de Deportes
Estos números le valieron para ser transferido a Universitario de Deportes para afrontar la Liga 1 2025 y Copa Libertadores 2025, siendo anunciado el 26 de noviembre de 2024 como nuevo refuerzo crema para reemplazar a Nelson Cabanillas. En su presentación afirmó ser hincha del club desde niño.

## Clubes
| Club                      | País | Año           |
| ------------------------- | ---- | ------------- |
| ADT de Tarma              | Perú | 2021-2024     |
| Universitario de Deportes | Perú | 2025-presente |

## Palmarés

### Títulos nacionales
| Título    | Club         | País | Año  |
| --------- | ------------ | ---- | ---- |
| Copa Perú | ADT de Tarma | Perú | 2021 |